# Antelias

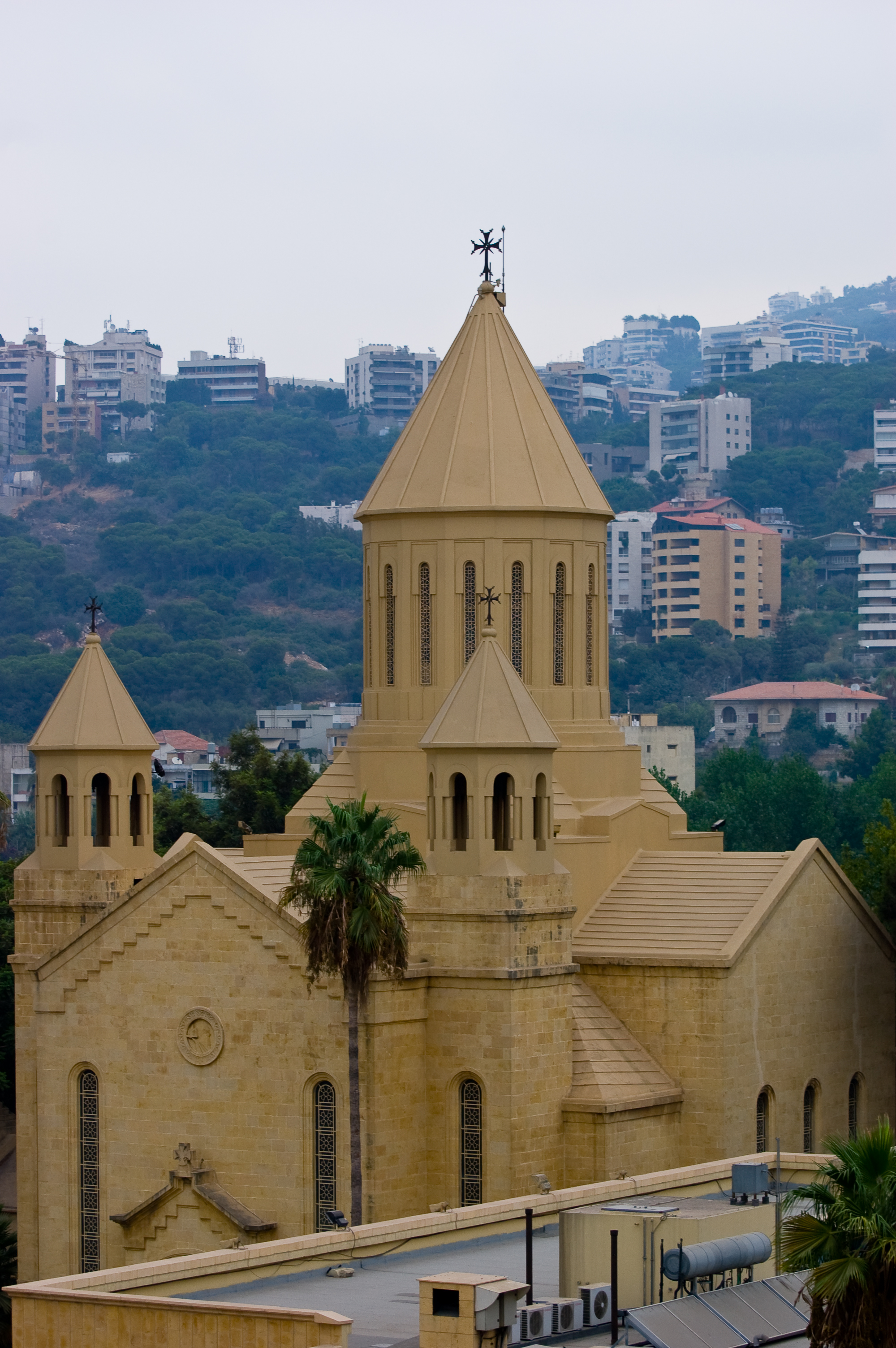
Armenisch-Apostolische Kirche des Heiligen Gregor des Erleuchters (erbaut 1940), Sitz des armenischen Katholikats von Kilikien

Antelias (arabisch أنطلياس; der Name stammt aus dem Griechischen Ante Helios, deutsch Gegenüber der Sonne) ist eine Ortschaft im Libanon, etwa 5 km nördlich von Beirut. 
Die Einwohner sind mehrheitlich Christen (Maroniten, Griechisch-Katholische, Griechisch-Orthodoxe und Armenier). Antelias beherbergt St. Elie, einen maronitischen Konvent mit zwei Kirchen. Am Ort befindet sich heute der Sitz des armenisch-apostolischen Katholikos von Kilikien, welcher vor dem armenischen Genozid in Sis, heute Kozan (Türkei), residierte.

## Ortsbild
Antelias liegt an der Küste des Mittelmeers und die Ebene wurden lange Zeit mit Orangenbäumen und Bananensträuchern bewirtschaftet. Ab den 1950er Jahren begann die Besiedlung und Verstädterung von Antelias. Heute sind noch wenig Grünflächen vorhanden. Antelias wird auch als Tor zur Metn-Region (Bikfaya, Dhour el Chweir, Baskinta und Aintoura) bezeichnet, in der viele Ferienresorts, Manufakturen, Einkaufshallen (St. Elie Zentrum, ABC, Spinney) und Schulen existieren. Antelias hat auch eine Marina. In Antelias findet auch jährlich eine Buchmesse statt.
Der Ort besitzt ein Armenisches Museum.

## Geschichte
Antelias ist bekannt für die archäologische Fundstätte Ksar Akil, in der unter anderem das rund 40.000 Jahre alte Skelett eines anatomisch modernen Menschen gefunden wurde. Im Jahre 1895 wurde die St. Elie Kirche erbaut. Im St. Elie-Kloster wurde im Jahre 1840 ein historischer Vertrag (Ammiyat Antelias) zwischen den verschiedenen Religionsgemeinschaften, speziell zwischen den Maroniten und Druzen, im Libanon unterzeichnet, um gegen die Unterdrückung der Osmanischen Besatzung eine Einheit zu bilden.

## Söhne und Töchter der Stadt
- Joseph Salamé (1914–2004), maronitischer Geistlicher, Erzbischof von Aleppo
- Asi Rahbani (1923–1986), Musiker und Komponist, Sohn Ziad Rahbani
- Mansur Rahbani (1925–2009), Musiker und Komponist, beide sind als „Rahbani-Brüder“ bekannt
- Riad Salameh (* 1950), Zentralbankvorsitzender[1]